# 事代主神社 (徳島市)
事代主神社（ことしろぬしじんじゃ）は、徳島県徳島市通町に鎮座する神社である。事代主命
大國主命を神殿とし、家内安全、商売繁盛、などを祈願する神社として古くより親しまれている。
通称「おいべっさん」、「えべっさん」。
また事代主神社一帯を中心に毎年1月9日から1月11日まで行われるえびす祭りが有名で、植木市なども広く開催される。3日間えびす祭りでは、約15万人程の参拝客が訪れる。
とくしま市民遺産に選定されている。

## 歴史
大国主命(おおくにぬしのみこと)、事代主命(ことしろのぬしのみこと)を祀る神社である。
七福神である、恵比寿様の神紋蔓柏 (つるがしわ) また「三つ蔓柏」とも呼ばれる家紋である。柏紋の一つで三柏の間に三本の蔓が生えた家紋。
元々は名東郡下八万村（現在の八万町夷山）蛭子山の圓福寺に鎮座しており、蛭子神社という名であった。夷山城主である篠原佐吉兵衛の守護神を篠原家が滅亡した後に家臣であった仁木太郎が蛭子山に勧請したと云われている。
明治5年に名東県参事井上高格が現在の通町に遷座勧請したと云われており、その際に官命により事代主神社と社号を改称した。同年38年に三丁目の大火で通町の97戸が焼失し、事代主神社はそのとき罹失したが、再建。
太平洋戦争時、昭和20年1945年7月4日未明徳島大空襲徳島市内地は全焼(焼け野原)の中、本殿・社務所は焼失したが、
当時 佐藤養助 及び 佐藤信博 (時の門番・宮司) は、大火の最中においても献身奉護により、御尊体を眉山へ避難運搬され、焼失より御尊体を両氏が守りました。その事より、益々 県下並び 県外からの信望・敬意を評され、通町において戦後 復興された。現在、令和の時代になり、佐藤信一(宮司) となる。

えびす祭り「エベッサン」も再開され、毎年 1月9、10、11日、20〜30万人の参拝客で賑わう。
明治、大正、昭和、平成、令和と 現在に至る。

## 祭神
- 事代主命
- 大國主命

## 祭事
- 10月10日 - 秋季例祭
- 1月9日〜1月11日 - えびす祭り